# Улица Барышиха
Улица Бары́шиха (образована в 1995 году из Проектируемых проездов № 355 и 358), в Северо-Западном административном округе города Москвы на территории района Митино.
Проходит дугой от Митинской улицы, являясь продолжением 1-го Митинского переулка — и до Пятницкого шоссе.

Нумерация домов ведётся от Митинской улицы.

## Происхождение названия
Улица получила свое название от реки Барышихи, притока реки Москвы. Река течёт под землёй в трубе как раз под одноимённой улицей, улица полностью повторяет очертания речного русла. Река была названа от старорусского слова «барыш» — выгода, прибыль. В давние времена река была достаточно большой и широкой и имела важное торговое значение. В устье реки проходили торговые караванные пути, по которым купцы везли свой товар на небольших лодках и ладьях к Москва-реке, там грузили его на крупные суда и доставляли в крупные торговые города.

## Здания и сооружения

### Здания
Всего: 89 домов.

## Транспорт

### Ближайшая станция метро
- Станция метро «Митино»
- Станция метро «Волоколамская»
- Станция метро «Пятницкое шоссе»

### Наземный транспорт
- Автобус № 210 4-й микрорайон Митино — Метро «Тушинская»
- Автобус № с396 "метро Планерная - 4-й микрорайон Митина
- Автобус № сЗ Улица Рословка — Братцево